# Charles Wordsworth
Charles Wordsworth (22 de agosto de 1806, Londres, Inglaterra - 5 de diciembre de 1892) fue un obispo británico.

## Biografía
Hijo de Christopher Wordsworth, profesor del Trinity College de la Universidad de Cambridge, nació el 22 de agosto de 1806 en Londres, Inglaterra. Su hermano pequeño era Christopher Wordsworth, Obispo de Lincoln. Estudió en Harrow School, donde hizo amistad con Charles Merivale y Richard Chenevix Trench, y en el college Christ Church de la Universidad de Oxford. Famoso remero y atleta, participó en el partido anual de críquet disputado en 1822 entre Harrow School y Eton College y en 1825 contra Winchester College. Fue uno de los principales instigadores tanto del primer partido de críquet celebrado en 1827 entre su universidad y la de Cambridge, como de la regata disputada entre ambas desde 1829, participando en ambas competiciones.
Entre 1830 y 1833 fue profesor de personas como William Gladstone y Henry Edward Manning. Viajó al extranjero entre 1833 y 1834, trabajó como tutor en el Christ Church al año siguiente y después en el Winchester College. En 1839 publicó Greek Grammar y en 1840 fue ordenado sacerdote. En 1846 aceptó el rectorado del Glenalmond College, puesto en el que permaneció desde 1847 hasta 1854. En 1852 había sido elegido Obispo de St. Andrews, Dunkeld y Dunblane, y al año siguiente fue consagrado en Aberdeen, Escocia. 
Fue un escritor prolífico y formó parte de una compañía que revisó el Nuevo Testamento entre 1870 y 1881. Se casó en dos ocasiones, primero en 1835 con Charlotte Day, fallecida cuatro años después, y segundo en 1846 con Katherine Mary Barter, con las que tuvo trece hijos. Murió en Saint Andrews el 5 de diciembre de 1892. 